# فيل جي. ويلش
فيل جي. ويلش هو سياسي أمريكي، ولد في 4 أبريل 1895 في سانت جوزيف في الولايات المتحدة، وتوفي بنفس المكان في 26 أبريل 1963. نشط حزبياً في الحزب الديمقراطي. وقد انتخب مساعد مخرج Reconstruction Finance Corporation ‏ (1946 – ) وانتخب مندوب ‏ المؤتمر الوطني الديمقراطي ‏ (1940 – ) وانتخب عضو مجلس النواب الأمريكي ‏ (3 يناير 1949 – 3 يناير 1953).